# Auto des Jahres (Nordamerika)

Die Logos des „Auto des Jahres und Truck des Jahres in Nordamerika“

Auto des Jahres Nordamerikas und Truck des Jahres Nordamerikas (offiziell: North American Car of the Year und North American Truck of the Year, kurz: NACTOY) ist eine Fahrzeugauszeichnung, die alljährlich Anfang Januar auf der North American International Auto Show in Detroit vergeben wird. Erstmals wurden die Auszeichnungen im Jahre 1994 vergeben.

## Verfahren
Zur Wahl stehen verschiedene Fahrzeuge und Trucks, die entweder komplett neu sind oder wesentlich überarbeitet wurden und die spätestens kurz nach der Preisvergabe auf den Markt kommen sollen. Ebenfalls Voraussetzung ist ein „kalkulierter jährlicher Absatz“ von mehr als 5.000 PKWs (in der Pkw-Kategorie) oder 2.000 LKWs, um Einzelstücke und Kleinserien auszuschließen.
Höchstens 50 Automobiljournalisten aus den Vereinigten Staaten und Kanada nominieren in einem ersten Schritt aus diesen Fahrzeugen ihre Favoriten, indem jeder von ihnen 25 Punkte pro Kategorie vergibt. Es dürfen insgesamt nicht weniger als diese 25 Punkte vergeben werden, für ein einzelnes Fahrzeug höchstens zehn; jedem Juror ist nur eine Wertung mit zehn Punkten gestattet. Ein unabhängiges Wirtschaftsprüfungsunternehmen ermittelt die drei meistnominierten Fahrzeuge und Trucks und teilt diese in alphabetischer Reihenfolge mit. Sollte es mehrere punktgleiche Drittplatzierte geben, werden alle diese Fahrzeuge aufgeführt.
In einem zweiten Schritt geben die Journalisten erneut für diese Fahrzeuge Punkte ab; das gleiche Wirtschaftsprüfungsunternehmen wertet die Stimmzettel aus.
Sie bewerten Innovation, Design, Sicherheit, Handhabung und Preis. Die Auswertung wird veröffentlicht auf der internationalen Automesse in Detroit, wo auch die Preisübergabe stattfindet.

## Auszeichnungen

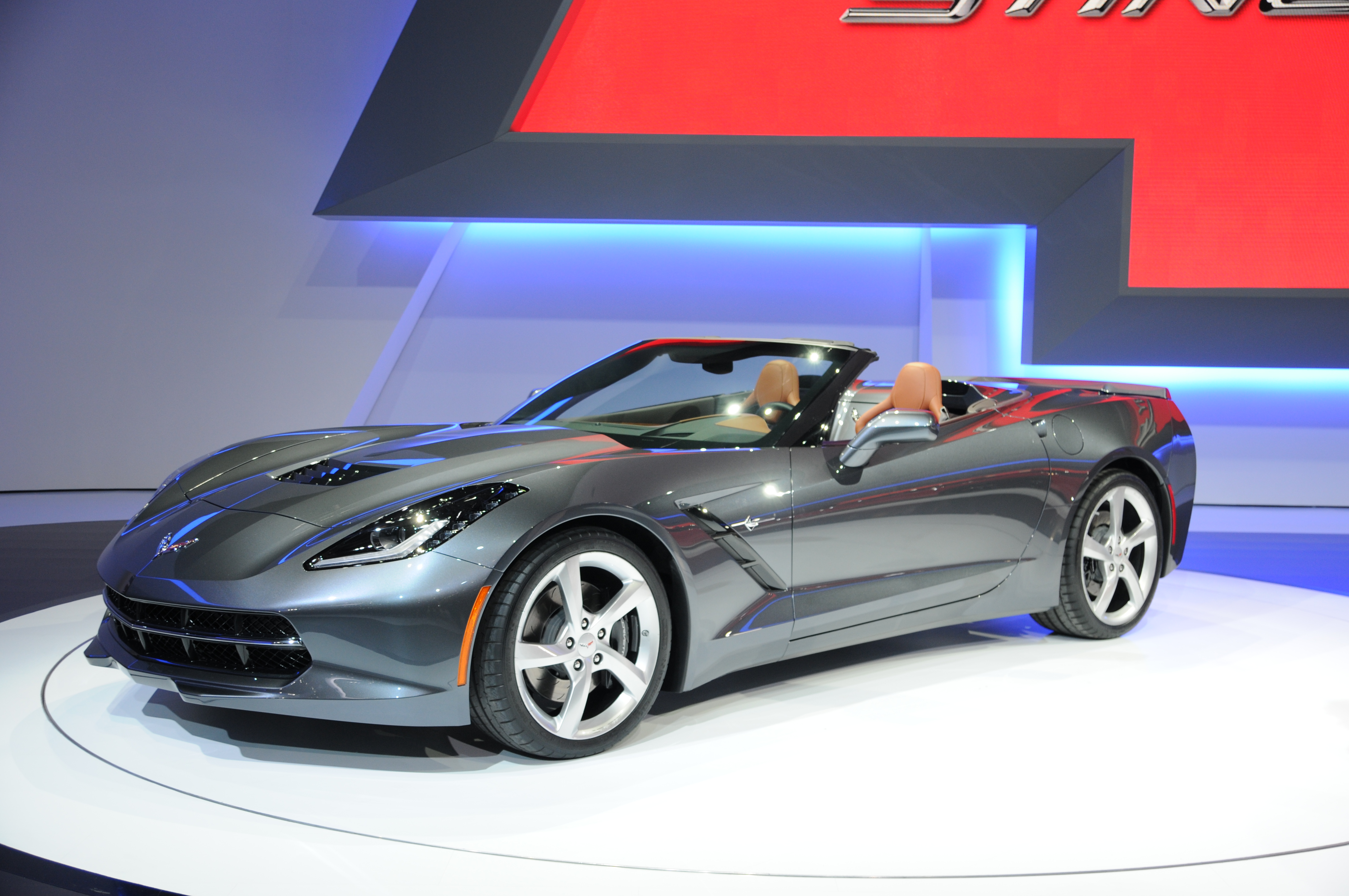
Chevrolet Corvette Stingray (Sieger 2014 Cars)
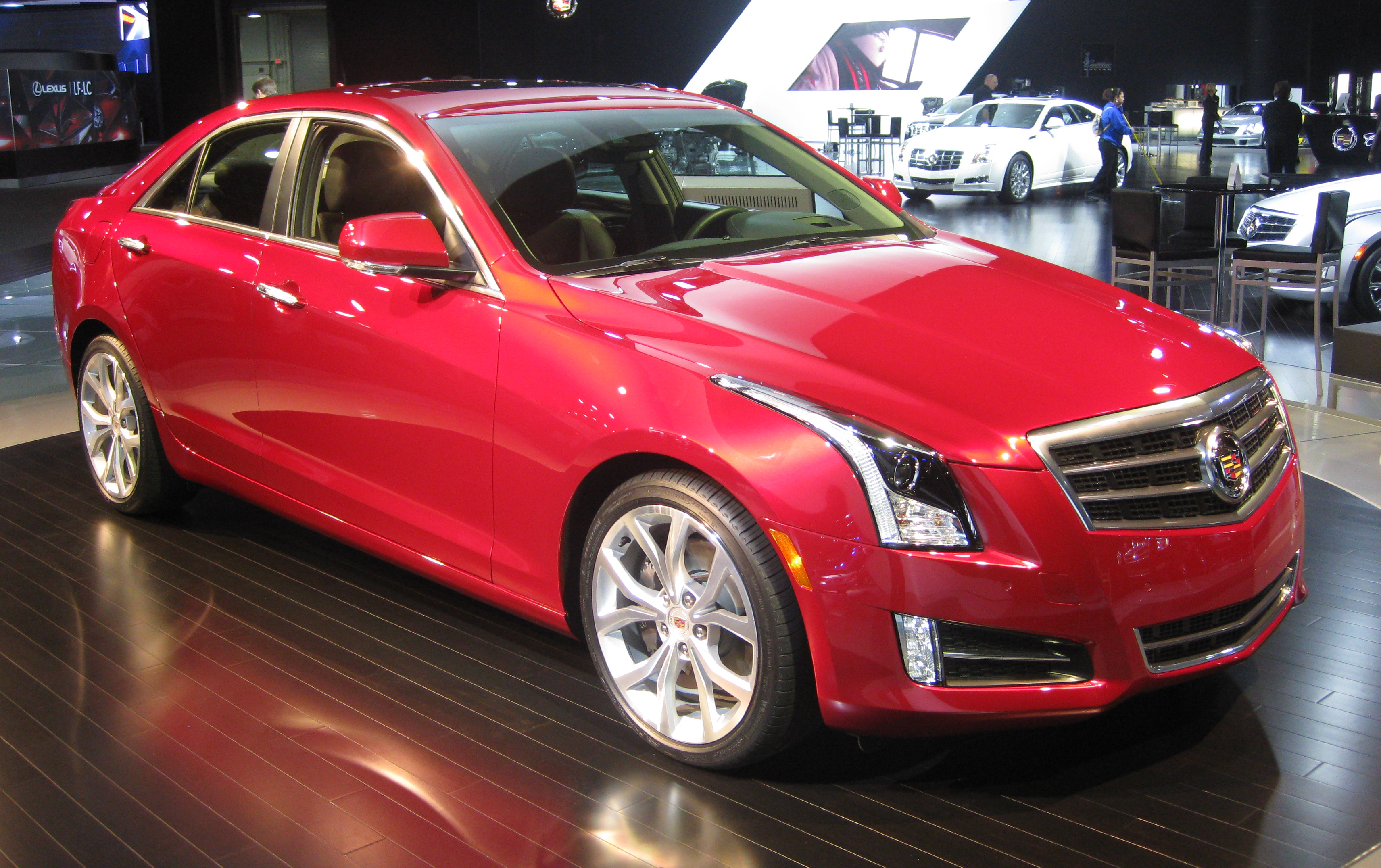
Cadillac ATS (Sieger 2013 Cars)
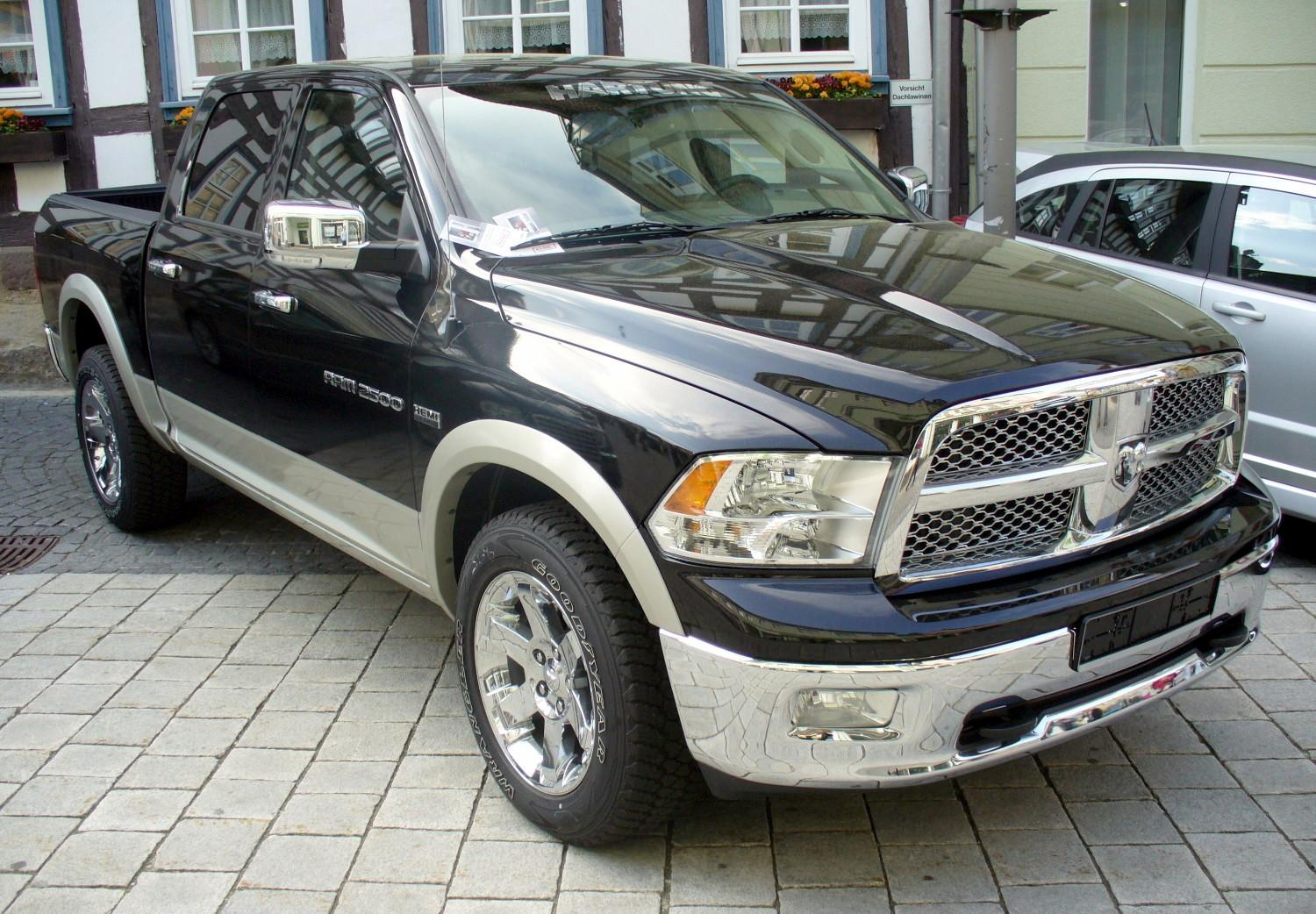
Dodge Ram  (Sieger 2013 Trucks)
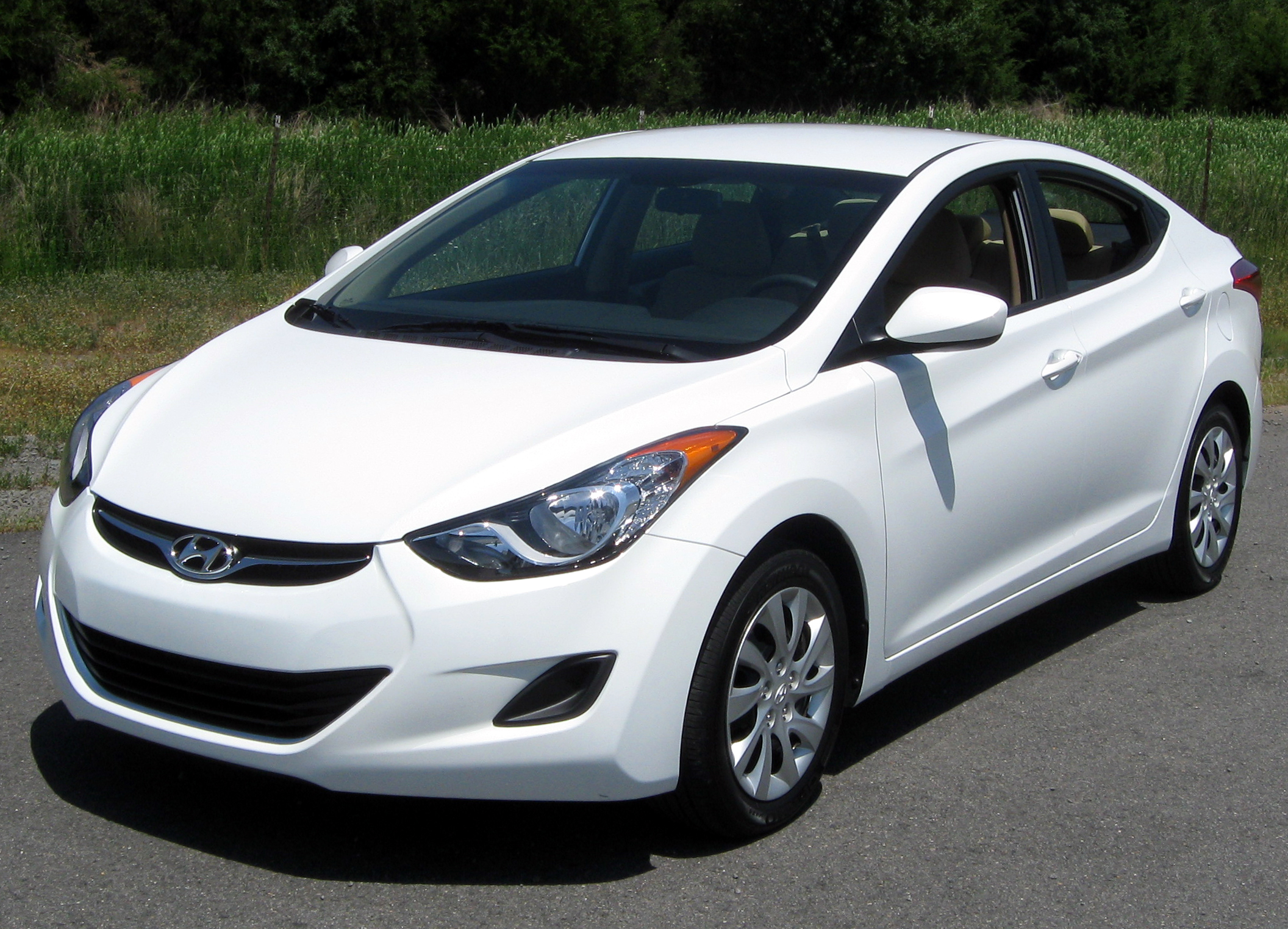
Hyundai Elantra (Sieger 2012 Cars)
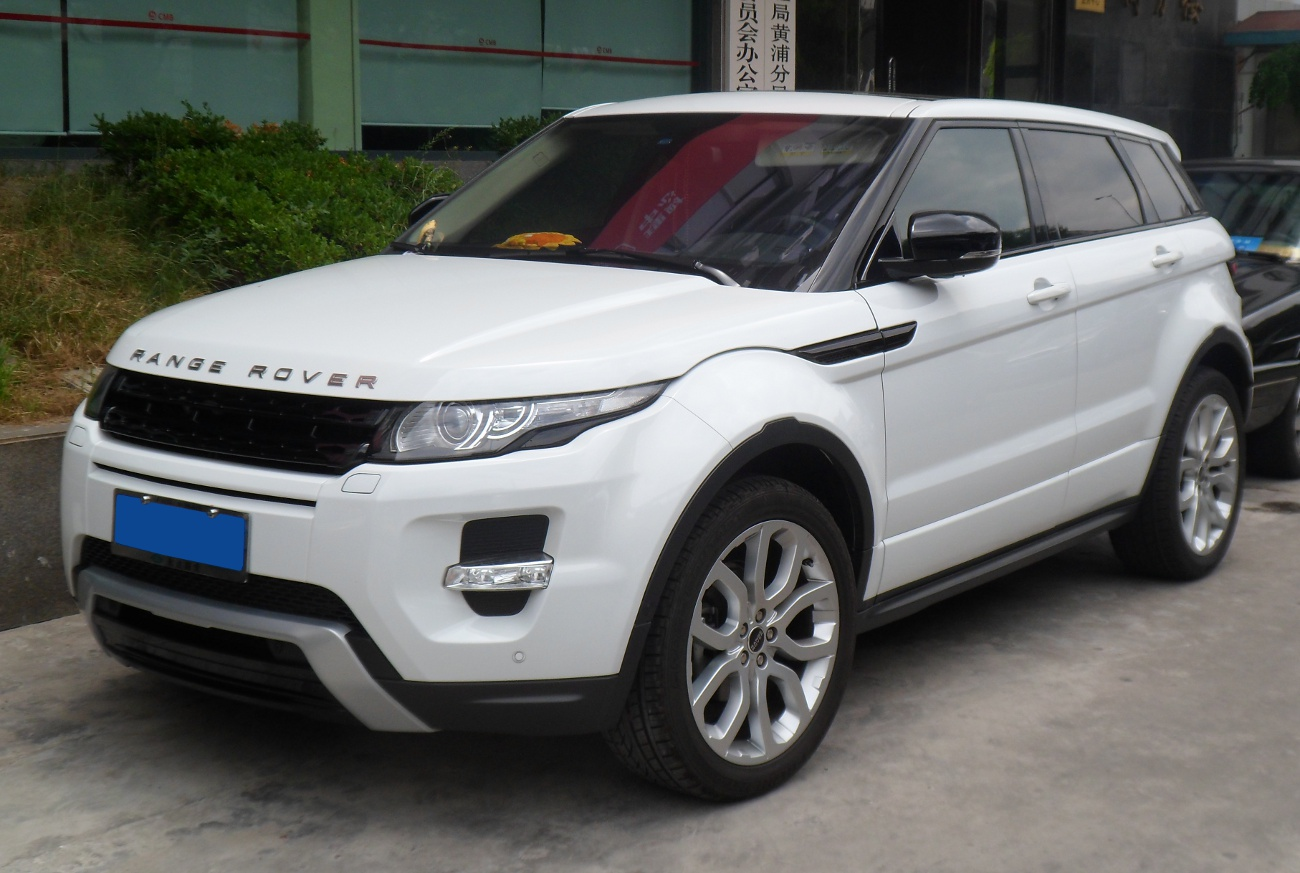
Range Rover Evoque von Land Rover (Sieger 2012 Trucks)

| Jahr | Car Winner                  | Truck Winner          | Utility Winner      |
| ---- | --------------------------- | --------------------- | ------------------- |
| 2024 | Toyota Prius & Prius Prime  | Ford Super Duty       | Kia EV9             |
| 2023 | Acura Integra               | Ford F-150 Lightning  | Kia EV6             |
| 2022 | Honda Civic                 | Ford Maverick         | Ford Bronco         |
| 2021 | Hyundai Elantra             | Ford F-150            | Ford Mustang Mach-E |
| 2020 | Chevrolet Corvette Stingray | Jeep Gladiator        | Kia Telluride       |
| 2019 | Genesis G70                 | Ram 1500              | Hyundai Kona        |
| 2018 | Honda Accord                | Lincoln Navigator     | Volvo XC60          |
| 2017 | Chevrolet Bolt              | Honda Ridgeline       | Chrysler Pacifica   |
| 2016 | Honda Civic                 | Volvo XC90            |                     |
| 2015 | VW Golf                     | Ford F-150            |                     |
| 2014 | Chevrolet Corvette Stingray | Chevrolet Silverado   |                     |
| 2013 | Cadillac ATS                | Dodge Ram             |                     |
| 2012 | Hyundai Elantra             | Range Rover Evoque    |                     |
| 2011 | Chevrolet Volt              | Ford Explorer         |                     |
| 2010 | Ford Fusion Hybrid          | Ford Transit Connect  |                     |
| 2009 | Hyundai Genesis             | Ford F-150            |                     |
| 2008 | Chevrolet Malibu            | Mazda CX-9            |                     |
| 2007 | Saturn Aura                 | Chevrolet Silverado   |                     |
| 2006 | Honda Civic                 | Honda Ridgeline       |                     |
| 2005 | Chrysler 300/300C           | Ford Escape Hybrid    |                     |
| 2004 | Toyota Prius                | Ford F-150            |                     |
| 2003 | MINI Cooper/Cooper S        | Volvo XC90            |                     |
| 2002 | Nissan Altima               | Chevrolet TrailBlazer |                     |
| 2001 | Chrysler PT Cruiser         | Acura MDX             |                     |
| 2000 | Ford Focus                  | Nissan Xterra         |                     |
| 1999 | Volkswagen New Beetle       | Jeep Grand Cherokee   |                     |
| 1998 | Chevrolet Corvette          | Mercedes-Benz ML 320  |                     |
| 1997 | Mercedes-Benz SLK-Klasse    | Ford Expedition       |                     |
| 1996 | Chrysler Minivan            | Ford F-150            |                     |
| 1995 | Chrysler Cirrus             | Chevrolet Blazer      |                     |
| 1994 | Mercedes-Benz C-Klasse      | Dodge Ram             |                     |